# Šipkovica
Šipkovica (makedonska: Шипковица) är en ort belägen i kommunen Tetovo i nordvästra Nordmakedonien, cirka 40 kilometer väster om huvudstaden Skopje. Šipkovica ligger 1 086 meter över havet och antalet invånare är 8 228.